# Verwey-Jonker Instituut

Logo van het Verwey-Jonker Instituut.

Het Verwey-Jonker Instituut is een Nederlands Instituut voor toegepast onderzoek naar maatschappelijke vraagstukken met speciale aandacht voor kwetsbare groepen. Het instituut is genoemd naar de sociologe Hilda Verwey-Jonker (1908-2004) als een blijk van waardering voor haar werkzaamheden ten behoeve van de Nederlandse samenleving.
Het Instituut ontstond in 1993 door de fusie van enkele landelijke organisaties voor wetenschappelijk onderzoek op maatschappelijk terrein. Van deze organisaties waren het Nederlands Instituut voor Maatschappelijk Opbouwwerk (NIMO) en het Nederlands Instituut voor Maatschappelijk Werk Onderzoek (NIMAWO) de grootste. Door de fusie werd getracht de versnippering van het wetenschappelijk onderzoek op maatschappelijk terrein terug te dringen. 
Algemeen directeur van het instituut waren achtereenvolgens de hoogleraren Jan Willem Duyvendak (1999-2003) en Hans Boutellier (2003-2013), Majone Steketee (2014- 2019) en vanaf november 2019 tot heden Onno de Zwart.
Sinds 2015 is het instituut, samen met Movisie, verantwoordelijk voor Kennisplatform Inclusief Samenleven (KIS) een programma dat wordt gesubsidieerd door het Ministerie van Sociale Zaken en Werkgelegenheid.
In 2019 werden er vraagtekens geplaatst bij de betrouwbaarheid van rapporten van het instituut over de salafistische alFitrah-moskee in Utrecht.
Het instituut is gevestigd in Utrecht, aan het Giessenplein.